# Arena Joinville
Die Arena Joinville ist ein Fußballstadion in der brasilianischen Stadt Joinville. Sie bietet Platz für 22.400 Zuschauer und dient dem Verein Joinville EC als Austragungsort für Heimspiele. 

## Geschichte
Die Arena Joinville in der gleichnamigen Stadt, die mit heutzutage etwa 530.000 Einwohnern im Bundesstaat Santa Catarina im Süden Brasiliens gelegen und zugleich dessen größte Stadt, wurde im Jahre 2004 erbaut und am 25. September des gleichen Jahres eröffnet. Architektonisch ist das Stadion stark an moderne europäische Spielstätten angelehnt. Es gilt gemeinhin als eines der modernsten brasilianischen Fußballstadien, wobei das Design eng an die Amsterdam Arena angelehnt ist. Zum Zeitpunkt seiner Eröffnung bot die Arena Joinville Platz für 15.000 Zuschauer. Das erste Spiel im neuen Stadion war ein Freundschaftsspiel, ausgetragen zwischen zwei All-Star-Teams, wobei eines davon aus Spielern aus der Stadt Joinville zusammengestellt wurde. Dieses unterlag aber dem generellen All-Stars-Team mit 1:3.
Seit 2004 nutzt der Fußballverein Joinville EC die Arena als Austragungsort für Heimspiele im Fußballsport. Joinville EC spielte von 1977 bis 1987 in der Campeonato Brasileiro de Futebol, der höchsten Fußballliga Brasiliens. Danach folgten lange Jahre in der Zweit-, Dritt- und Viertklassigkeit. Erst zur Saison 2015 konnte Joinville EC als Meister der zweitklassigen Série B die Rückkehr ins Oberhaus des brasilianischen Fußballs feiern, womit in der Arena Joinville 2015 erstmals Erstligafußball gespielt wird. Zudem gewann der Verein bisher insgesamt dreizehn Mal die Staatsmeisterschaft von Santa Catarina. 
Nachdem die Kapazität der Arena Joinville zum Zeitpunkt ihrer Eröffnung noch 15.000 Zuschauerplätze betrug, fand im Jahre 2007 eine Erweiterung der Spielstätte statt. In dieser fanden nach der Wiedereröffnung am 26. Juni 2007 nun 22.400 Schaulustige Platz. Diese Kapazität besteht bis heute, wobei es Pläne gibt, das Fassungsvermögen der Arena Joinville langfristig auf 30.000 Plätze anzuheben. Am Stadion integriert ist zudem ein Einkaufszentrum mit über einhundert Läden, die zu den größten ihrer Art in Joinville gehört.